# 南部地方会議区
南部地方会議区（なんぶちほうかいぎく）はオランダ統治時代の行政区画の一つ。1644年にオランダ東インド会社により設定され、1661年まで存続した。管轄範囲は大員以南の台湾南部地域であり、地域内には数十の平埔族族社が存在していた。
1635年11月、オランダは熱蘭遮城を拠点に勢力を拡大、大員地区にオランダ東インド会社の拠点を築き平埔族族社との小規模な戦闘を続けた。これらの戦闘によりオランダに帰順した平埔族族社は台南及び南部地区を中心に57個に及んだ。それら平埔族社及びその漢人集落に対し、1644年に行政区画を設定、南部地方会議区の管轄した。この会議区は他の会議区同様に各区の統治者を設けず、各平埔族族社長老或いは漢人村長が直接大員長官に帰属する制度であった。
鄭成功によりオランダ勢力が台湾より駆逐されると同時に会議区は廃止となったが、鄭氏政権も会議区の行政区画を沿用した行政制度を施行している。